# Peter Meszároš
Peter Meszároš es un deportista eslovaco que compitió en voleibol adaptado. Ganó una medalla de bronce en Juegos Paralímpicos de Sídney 2000.

## Palmarés internacional
| Juegos Paralímpicos | Juegos Paralímpicos | Juegos Paralímpicos | Juegos Paralímpicos     |
| Año                 | Lugar               | Medalla             | Competición             |
| ------------------- | ------------------- | ------------------- | ----------------------- |
| 2000                | Sídney (Australia)  | Medalla de bronce   | Torneo masculino de pie |